# 夏家辉
夏家辉（1937年2月6日—），男，湖南桃江人，中国人类与医学遗传学家，医学遗传学国家重点实验室创始人。

## 生平
1937年2月6日出生于湖南省桃江县武潭镇石桥村。1958年毕业于桃江县一中。1961年毕业于湖南师范学院生物系。历任湖南医学院（1987年改称湖南医科大学；2000年改称中南大学湘雅医学院）讲师、副教授、教授，医学遗传学国家重点实验室创始人、学术委员会主任，中国遗传学会第二届理事，中国细胞生物学会第一届理事。1999年当选为中国工程院院士。2003年5月，发起成立中南大学生物科学与技术学院，并任首任院长。

## 科学研究
1962年，夏家辉开始参加人类色盲病遗传学调查。1972年，在卢惠霖的指导下，夏家辉、何鸿恩等人开始筹建医学遗传学研究室，在缺乏设备、试剂的情况下，从显微镜下识别人类染色体。1978年，夏家辉与李麓芸等人合作，开设定期染色体病遗传咨询专科门诊。他们还在长期的研究实践中，总结、建立了人类染色体75°C烤片显带法、染色体显微镜下识别法、外周血淋巴细胞常温携带法、pH6.8的羊水细胞接种法等，被学界称为医学细胞遗传学的“湖南方法”。

## 出版物
- 夏家辉; 李麓芸 (编). . 医学遗传学丛书. 北京: 科学出版社. 1989. ISBN 7030014553.
- 夏家辉; 李麓芸 (编). . 郑州: 河南科学技术出版社. 1993. ISBN 9787534910524.